# Dicranopteris pectinata
Dicranopteris pectinata là một loài dương xỉ trong họ Gleicheniaceae. Loài này được Willd. Underw. mô tả khoa học đầu tiên năm 1907.

## Hình ảnh

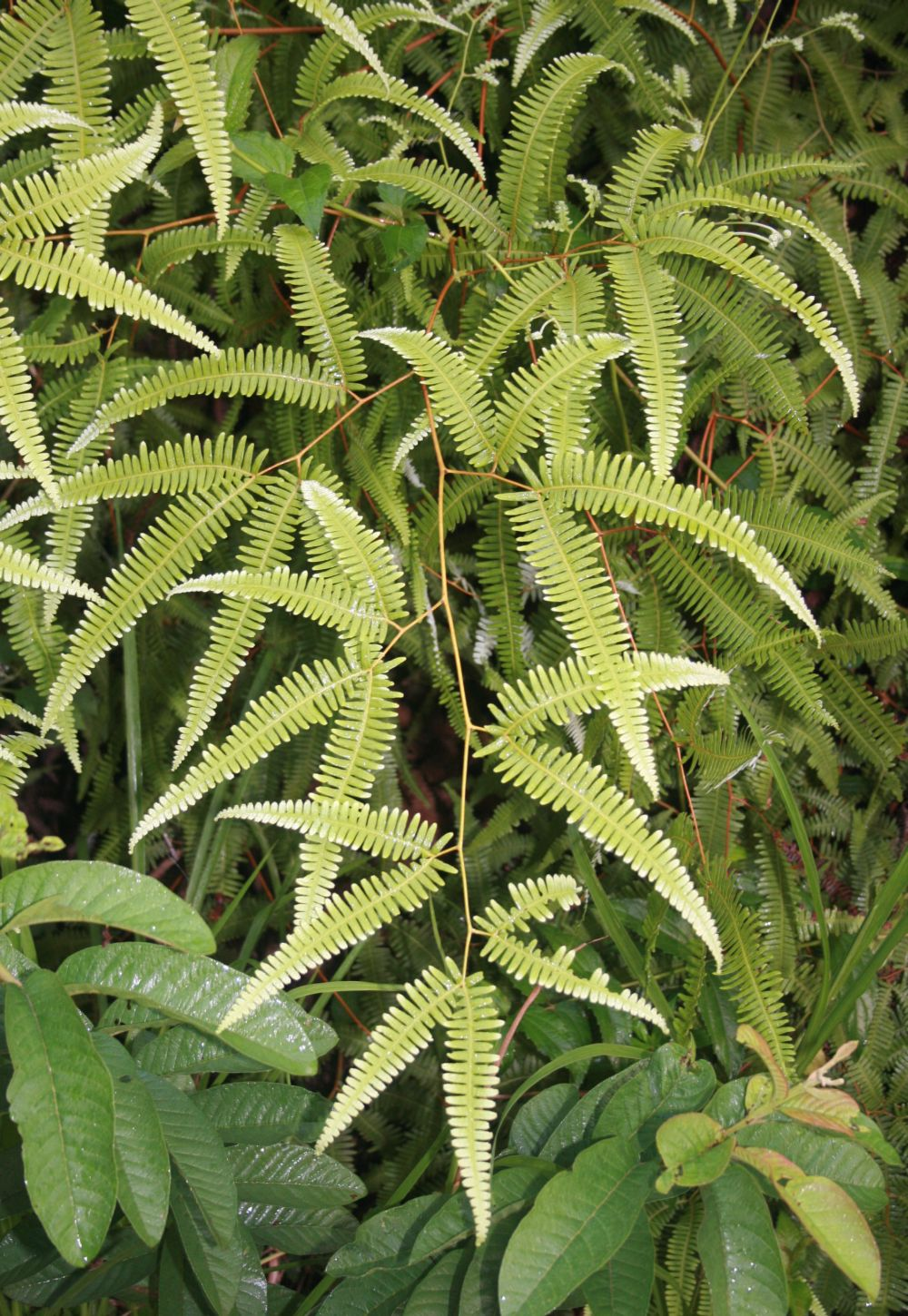
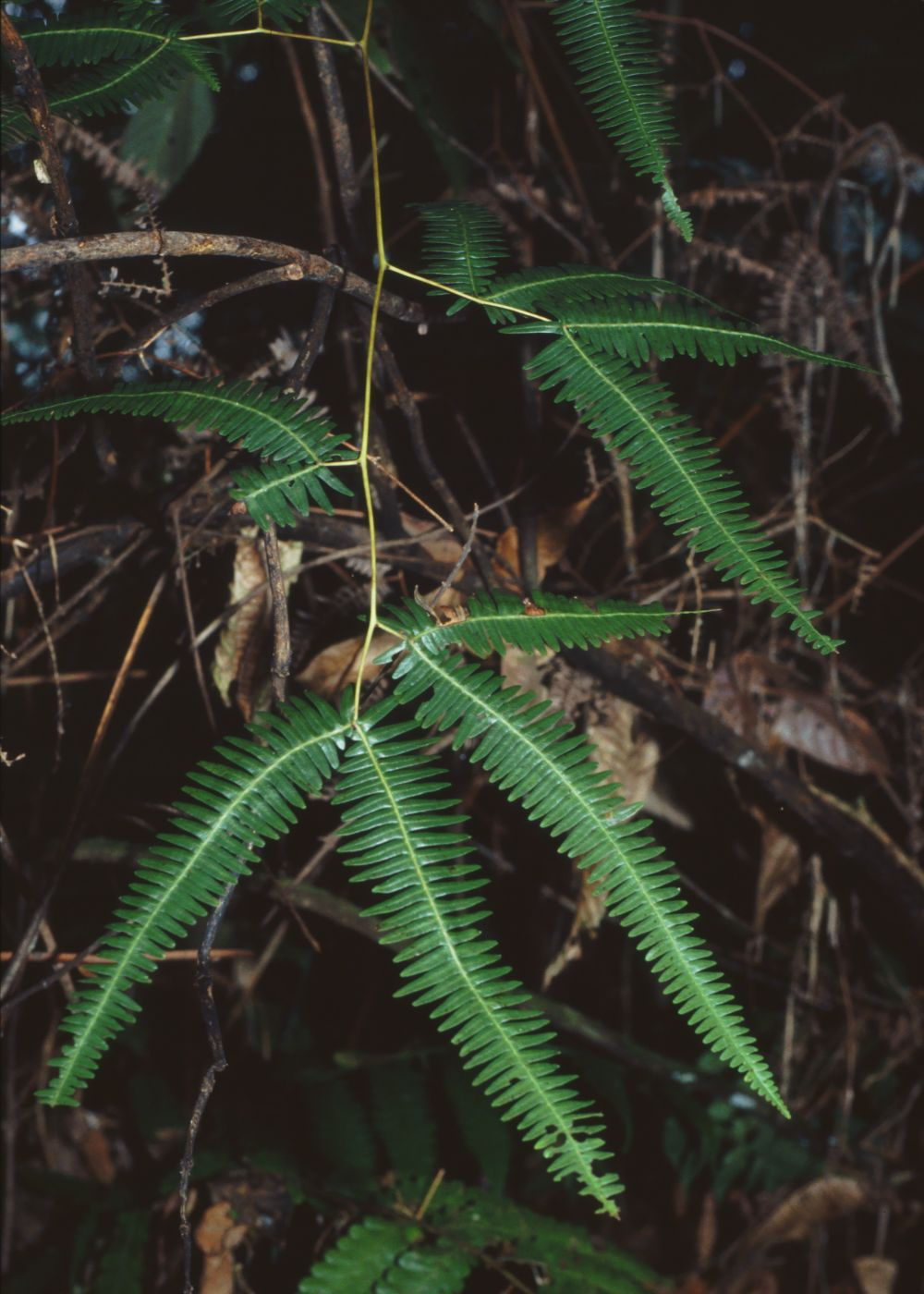